# Planchonella kuebiniensis
Planchonella kuebiniensis är en tvåhjärtbladig växtart som beskrevs av Aubrev. Planchonella kuebiniensis ingår i släktet Planchonella och familjen Sapotaceae. Inga underarter finns listade i Catalogue of Life.